# Lailling
Lailling ist ein Gemeindeteil der Gemeinde Otzing im niederbayerischen Landkreis Deggendorf. Bis 1978 bildete es eine selbstständige Gemeinde.

## Lage
Das Kirchdorf Lailling liegt im Gäuboden etwa zwei Kilometer südöstlich von Otzing am Laillinger Bach.

## Geschichte
Der Ort zählt zu den ältesten Siedlungen im Mündungsgebiet der Isar, die Gründung geht auf das 6./7. Jahrhundert zurück. Der Name Leichilinga ist erstmals 868 in einer Urkunde vermerkt. Damals schenkte König Ludwig der Deutsche dem Kloster Metten vierzig Tagwerk Ackerland und die dazugehörigen Wiesen. Der alte Pfarrsitz in Lailling wurde um die Mitte des 14. Jahrhunderts nach Plattling verlegt.
Lailling bildete ein Amt und eine Obmannschaft, der Ort selbst bestand 1752 aus 32 Anwesen. Bei der Bildung der Steuerdistrikte 1808/1811 wurde der Steuerdistrikt Lailling geschaffen, doch bei der Gemeindebildung 1818/1821 kam Lailling zur Ruralgemeinde Wallersdorf im Landgericht Landau. 1840 bestand Lailling aus 32 Häusern mit 69 Einwohnern.
Erst am 1. Januar 1902 wurde aus Teilen der Gemeinde Wallersdorf die neue Gemeinde Lailling gebildet. Sie gehörte ursprünglich zum Bezirksamt beziehungsweise Landkreis Landau an der Isar und kam 1972 im Zuge der Gebietsreform zum Landkreis Deggendorf. Am 1. Mai 1978 wurde sie in die Gemeinde Otzing eingegliedert. 1987 hatte der Ort Lailling 276 Einwohner. Kirchlich ist Lailling seit 1870 eine Filiale von Otzing.

## Sehenswürdigkeiten
- Filialkirche St. Nikolaus. Der barocke Saalbau hat einen Turm aus dem 13. Jahrhundert und eine Sakristei von um 1500. Das Langhaus wurde 1760 geweiht und 1908 erweitert.

## Vereine
- Freiwillige Feuerwehr Lailling. Sie wurde 1889 gegründet.
- Landfrauen Otzing-Lailling
- Schützenverein Alpengrün Lailling e. V. Er wurde 1953 gegründet.